# Nyxair
Nyxair OÜ ist eine estnische Charterfluggesellschaft mit Sitz in Tallinn und Basis auf dem Flughafen Tallinn-Lennart Meri.

## Geschichte
Nyxair wurde am 30. Oktober 2017 gegründet. Am 7. Juni 2018 erteilte die estnische Transportagentur das Air Operator Certificate (AOC) für Nyxair.

## Flotte
Mit Stand Dezember 2023 besteht die Flotte der Nyxair aus 14 Flugzeugen mit einem Durchschnittsalter von 29,2 Jahren:
| Flugzeugtyp        | Anzahl             | bestellt           | Anmerkungen        | Sitzplätze         |
| Passagierflugzeuge | Passagierflugzeuge | Passagierflugzeuge | Passagierflugzeuge | Passagierflugzeuge |
| ------------------ | ------------------ | ------------------ | ------------------ | ------------------ |
| ATR 42             | 02                 |                    | eine inaktiv       | 48                 |
| Saab 340           | 04                 |                    | drei inaktiv       | 33/34              |
| Saab 2000          | 04                 |                    | eine inaktiv       | 50                 |
| Frachtflugzeuge    |                    |                    |                    |                    |
| ATR 72-500         | 01                 |                    |                    | –                  |
| Saab 340           | 02                 |                    | eine inaktiv       | –                  |
| Saab 2000          | 01                 |                    |                    | –                  |
| Gesamt             | 14                 | –                  |                    |                    |